# Circuit de Lédenon
Der Circuit de Lédenon ist eine 3,151 km lange Rennstrecke unmittelbar nördlich der Gemeinde Lédenon im Département Gard in der Region Okzitanien in Frankreich, etwa 25 km nordöstlich von Nîmes. Sie ist Austragungsort nationaler Rennserien wie etwa der FFSA-GT-Meisterschaft oder der französischen F4-Meisterschaft.

## Geschichte

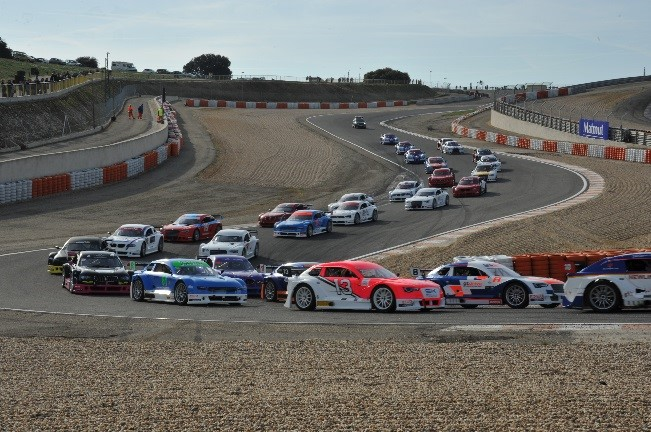
Rennen der Mitjet-Serie 2015 auf dem Circuit de Ledenon

Der Bau der Strecke geht auf die Initiative eines lokalen Anwalts und Motorsportanhängers zurück. Jean-Claude Bondurand erwarb 1970 ein zuvor als Motocross-Gelände genutztes Grundstück, um dort mit Unterstützung seiner Frau Sylvie eine permanente Rennstrecke zu bauen. Neben dem Land erwarben die Bondurands einen Bulldozer und machten sich 1971 an die Arbeit, wobei sie jeden Abend und an den Wochenenden daran arbeiteten, die Rennstrecke zu bauen. Die in einer natürlichen Mulde gelegene, gegen den Uhrzeigersinn zu befahrene Strecke wurde 1972 fertiggestellt und weist mit die größten Höhenunterschiede aller Rennstrecken in Frankreich auf.
Der französische Motorsportverband FFSA verlangte im Zuge der Lizenzerteilung weitere Änderungen, so dass sie erst 1973 eröffnet wurde. Anfänglich fanden auf der privaten Strecke nur kleine Veranstaltungen statt. Erst ab 1977 besuchten auch die nationalen Meisterschaften den Kurs.
2002 wurde die Rennstrecke zuletzt umfangreich renoviert.
Die Anlage wird heute noch von Sylvie Bondurand und ihren drei Kindern geleitet und erwirtschaftet einen Jahresumsatz von 2,6 Mio. €, wovon jedes Jahr 700.000 € in die Instandhaltung der Strecke investiert werden. Sie ist 300 Tage im Jahr in Betrieb und wird auch von den französischen GT-, Tourenwagen- und Superbike-Meisterschaften frequentiert.

## Streckenbeschreibung
Die Hauptpiste in Lédenon ist 3156 m lang und zwischen 9 und 12 m breit. Der Kurs ist nach FIA Grad 2 homologiert und wird im Gegenuhrzeigersinn befahren. Die niedrigste Höhe dieser Piste beträgt 173,78 Meter in der Cuvette-Kurve und der höchste Punkt befindet sich am Ende der Geraden mit einer Höhe von 208,20 Metern. Die Gerade weist somit einen Gesamthöhenunterschied von über 34 Metern auf, wobei die Steigung zwischen 7 und 13 % beträgt.
Die Boxengasse enthält 30 Boxen mit den Abmessungen 4,5 × 12 m.
Unmittelbar an die Hauptstrecke grenzen noch ein separater Clubkurs mit 7 Kurven von 1,5 km Länge für Trackdays und Testfahrten sowie eine 950 m lange Kartbahn. Beide können unabhängig und parallel zur Hauptstrecke betrieben werden.

## Veranstaltungen
Erste Serien von nationaler Bedeutung waren die französische Tourenwagen-Meisterschaft und die französische Formel Renault die ab 1977 auf der Strecke antraten.
Aktuell starten unter anderem die folgenden Serien auf dem Circuit de Ledenon:
- Französische Formel-4-Meisterschaft
- Französische Superbike-Meisterschaft
- FFSA Coupé de France
- Nationale FFSA-Motorrad-Meisterschaften
- Französische GT4-Meisterschaft

In der Vergangenheit startete unter anderem auch der Porsche Carrera Cup Frankreich auf der Strecke.